# Hanuman Dhoka
Hanuman Dhoka – królewski kompleks pałacowy w centrum Katmandu w Nepalu z XV lub XVI wieku, rozbudowany w XVII i XVIII wieku, odbudowywany w XIX i XX wieku, siedziba rodziny królewskiej do 1915 roku.

## Historia
Najstarsze części kompleksu powstały w XV wieku lub w połowie XVI wieku, możliwe, iż zostały wzniesione na miejscu starszego pałacu. Rezydencja ta służyła władcom Nepalu do 1915 roku. Obecny wygląd obiektu uformował się w XVII wieku za panowania króla Pratapa Malli. Po zdobyciu stolicy w 1768 roku Prithivi Narayan Shah Dev nakazał dobudować cztery wieże obserwacyjne (pagody) w południowo-wschodnim narożniku kompleksu. Pałac był kilkakrotnie odbudowywany w XIX wieku oraz w XX wieku przy współudziale UNESCO. W 1975 roku na Nasal odbyła się ceremonia koronacji Birendry Bira Bikrama Shaha Deva. Na skutek trzęsienia ziemi w 2015 roku zniszczeniu uległy ostatnie kondygnacje budynków wchodzących w skład kompleksu, w tym pagody Basantapur, którą odbudowano z pomocą Chin do 2022 roku.
Dla zwiedzających udostępniono jedynie niewielką część pałacu, w tym dwa z dziesięciu dziedzińców (chowk), Nasal i Lohan.

## Architektura
Kompleks wzniesiony z cegły i drewna jest położony przy centralnym placu miasta, Durbar Square. Przed wejściem do pałacu stoi posąg Hanumana, małpiego boga, od niego pochodzi nazwa obiektu. Przy posągu wznosi się brama o nazwie Hanuman Dhoka. W obrębie kompleksu znajdują się dziedzińce nazywane chowk: Basantapur, Dakh, Hnuluche, Lam, Lohan, Masan, Mul, Nasal i Sundar. Główny budynek, Basantapur Durbar, wieńczy wysoka pagoda o dziewięciu kondygnacjach poświęcona miastu Katmandu, dostępna dla zwiedzających jako punkt widokowy. Pozostałe trzy wieże odnoszą się do miast: Kirtipur, Bhaktapur i Patan.
We wnętrzu pałacu znajduje się małe muzeum z pamiątkami po królu Tribhuvanie. W skład ekspozycji wchodzi także tron Nepalu oraz kolekcja monet. Przy Nasal Chowk mieszczą się jeszcze dwa muzea, jedno poświęcone królowi Mahendrze, a drugie – królowi Birendrze, które po zabójstwie Birendry w 2001 roku pozostaje zamknięte.
Od wschodu do kompleksu przylega neoklasycystyczny (styl Ranów) pałac Gaddi Baithak Durbar z początku XX wieku, a cały kompleks otaczają liczne świątynie, w tym m.in. Królewska Świątynia Taleju.

## Galeria

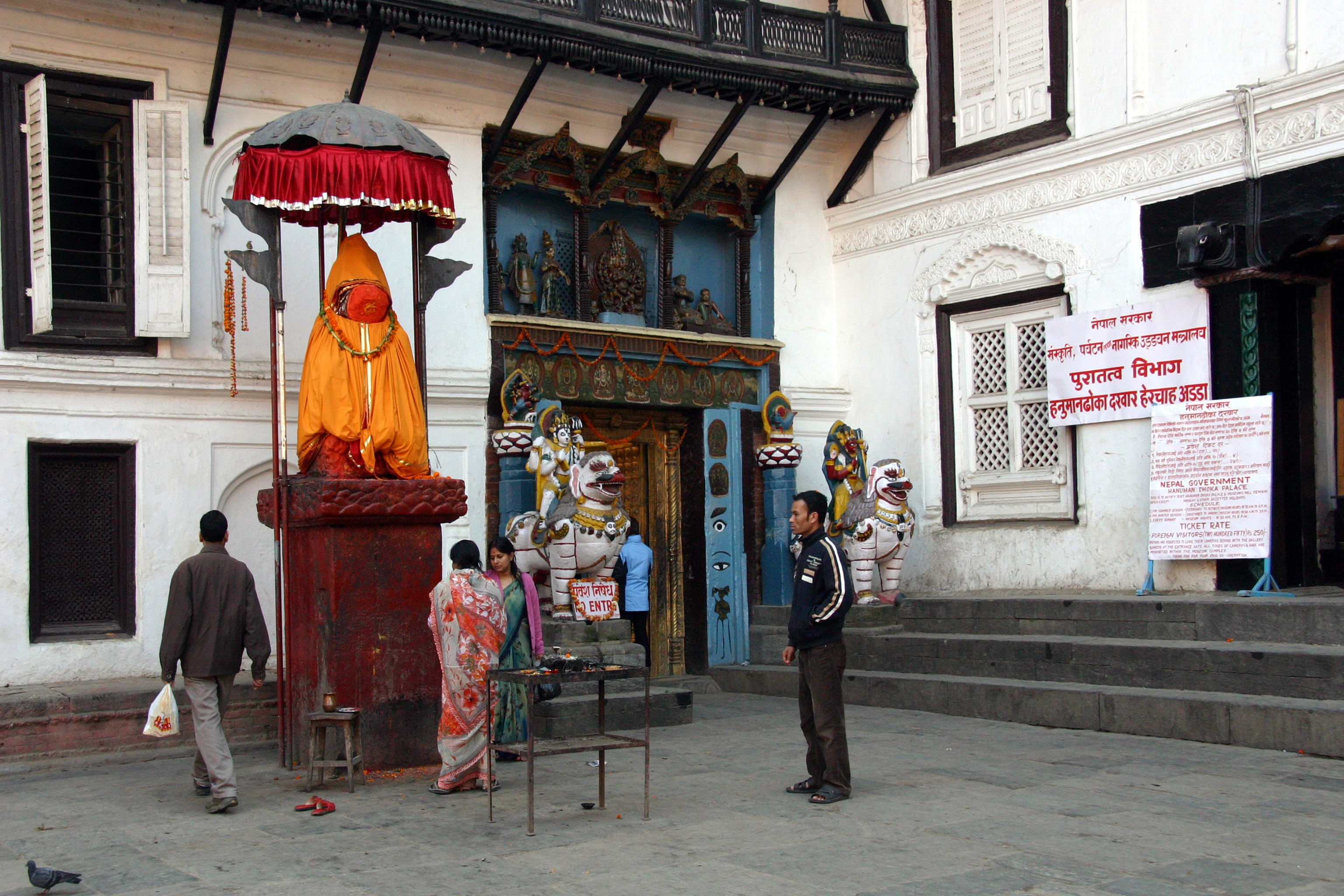
Brama Hanuman Dhoka i posąg boga Hanumana (2007)
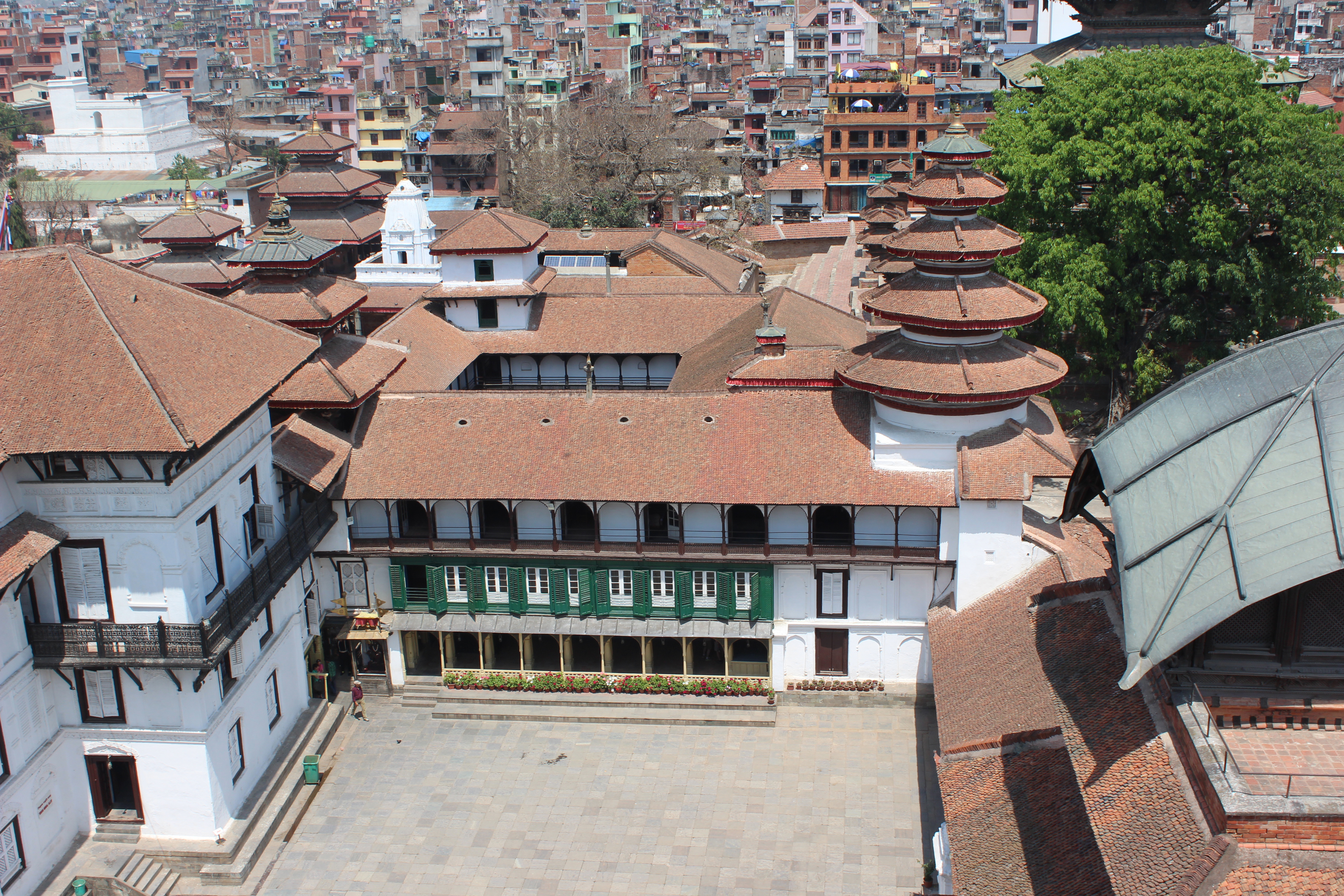
Nasal Chowk (2014)
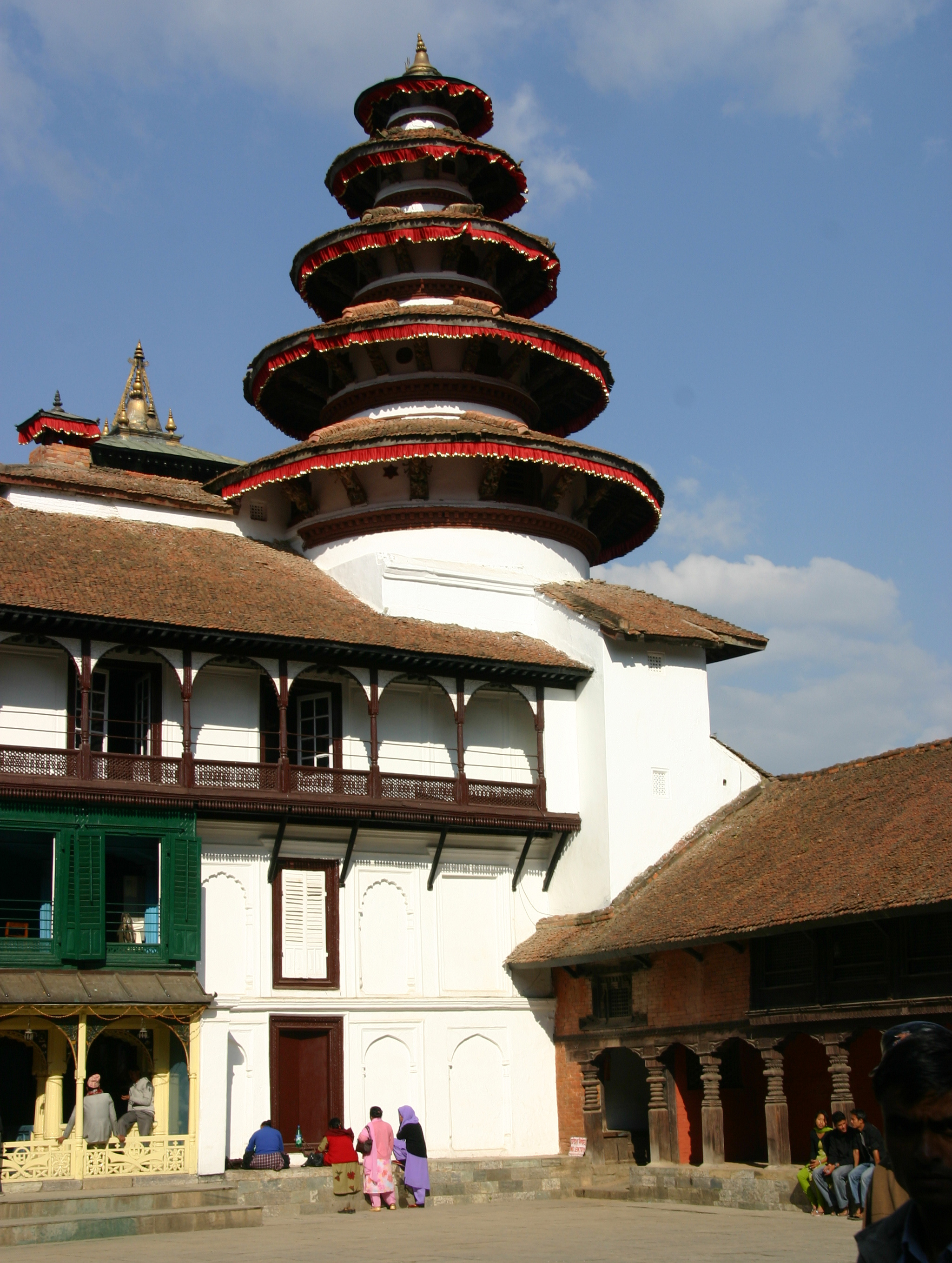
Mandir Pańćamukhi Hanumana przy Nasal Chowk (2007)
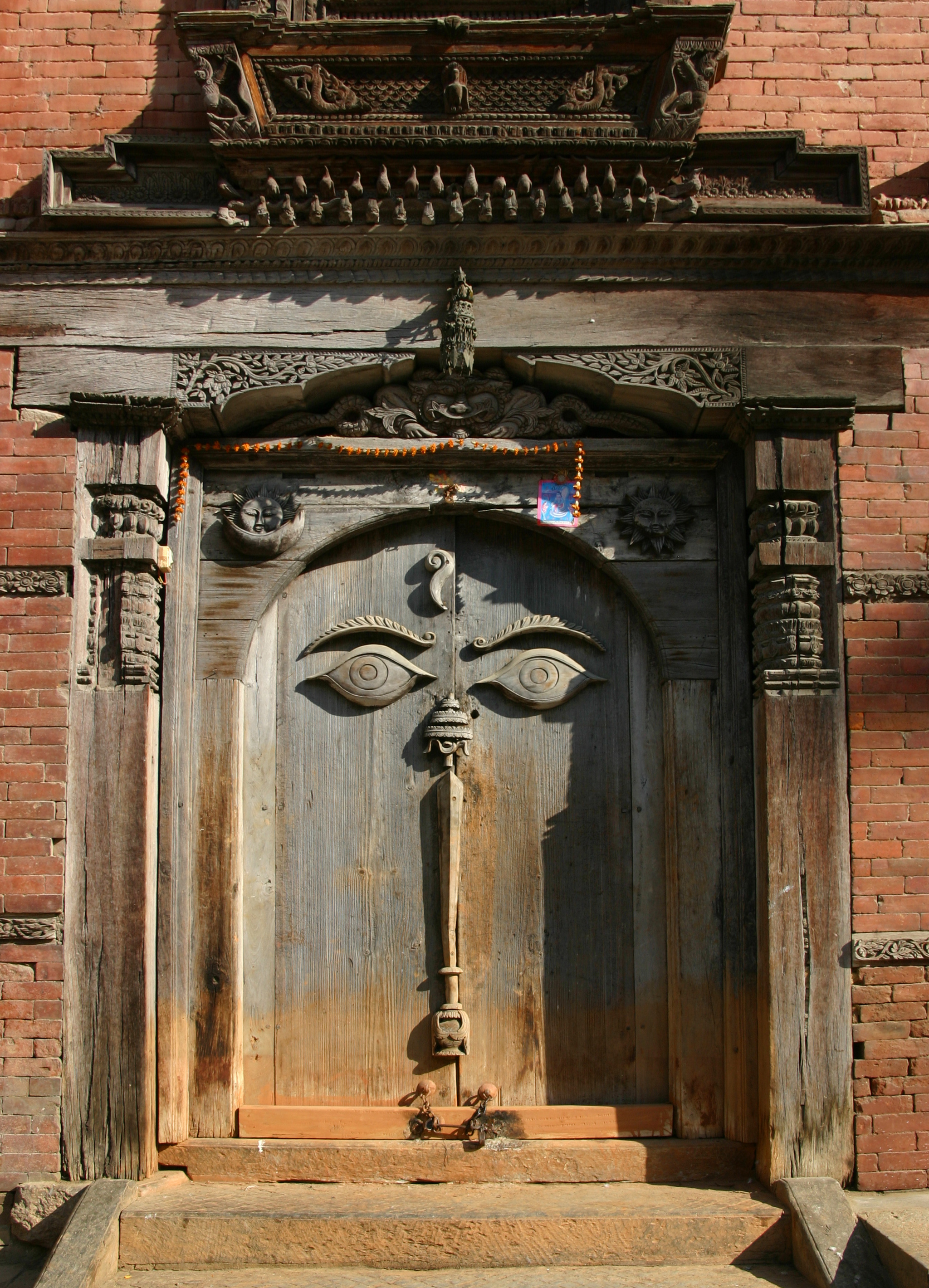
Drewniane drzwi przy Nasal Chowk (2007)
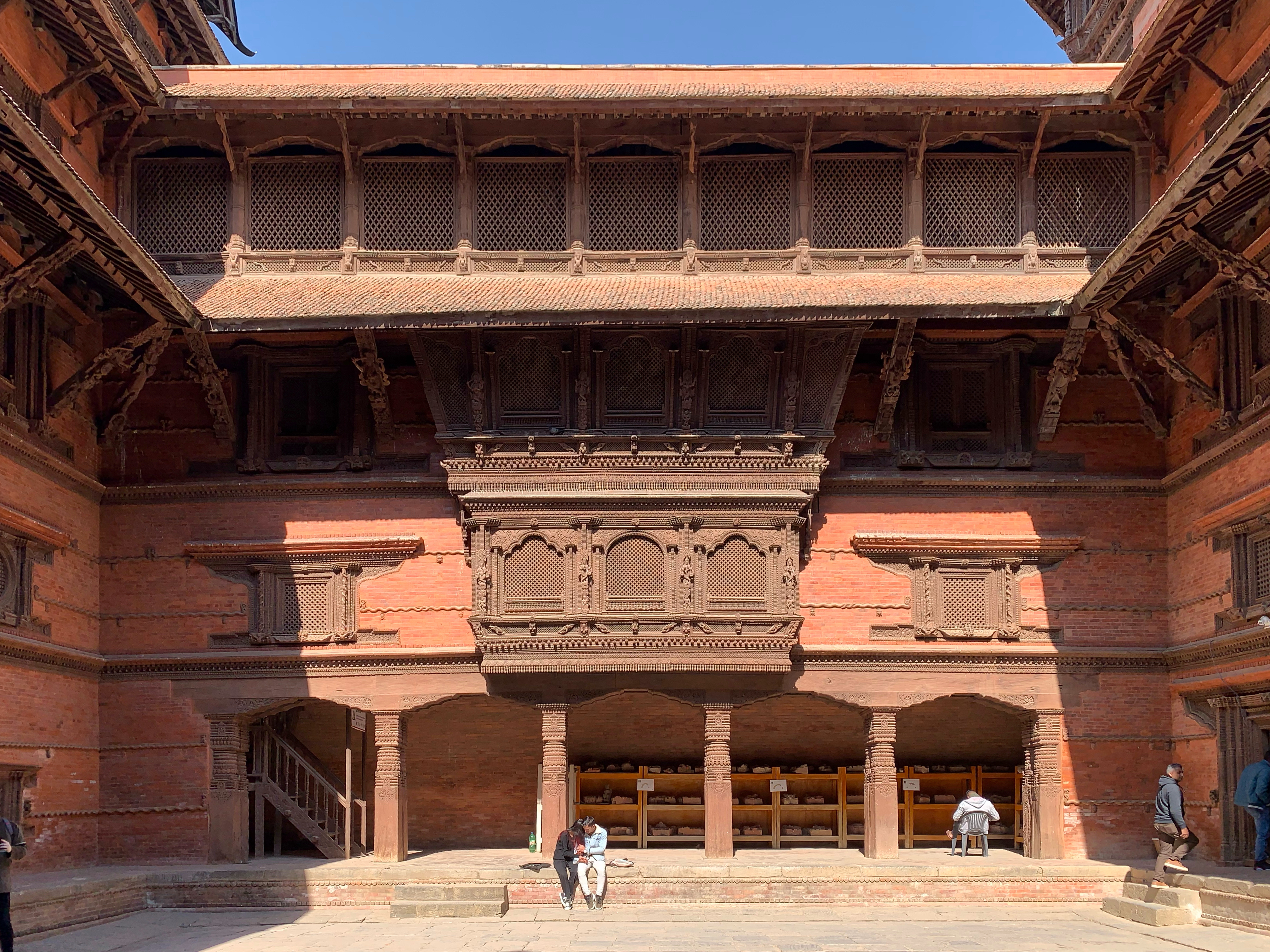
Lohan Chowk (2023)
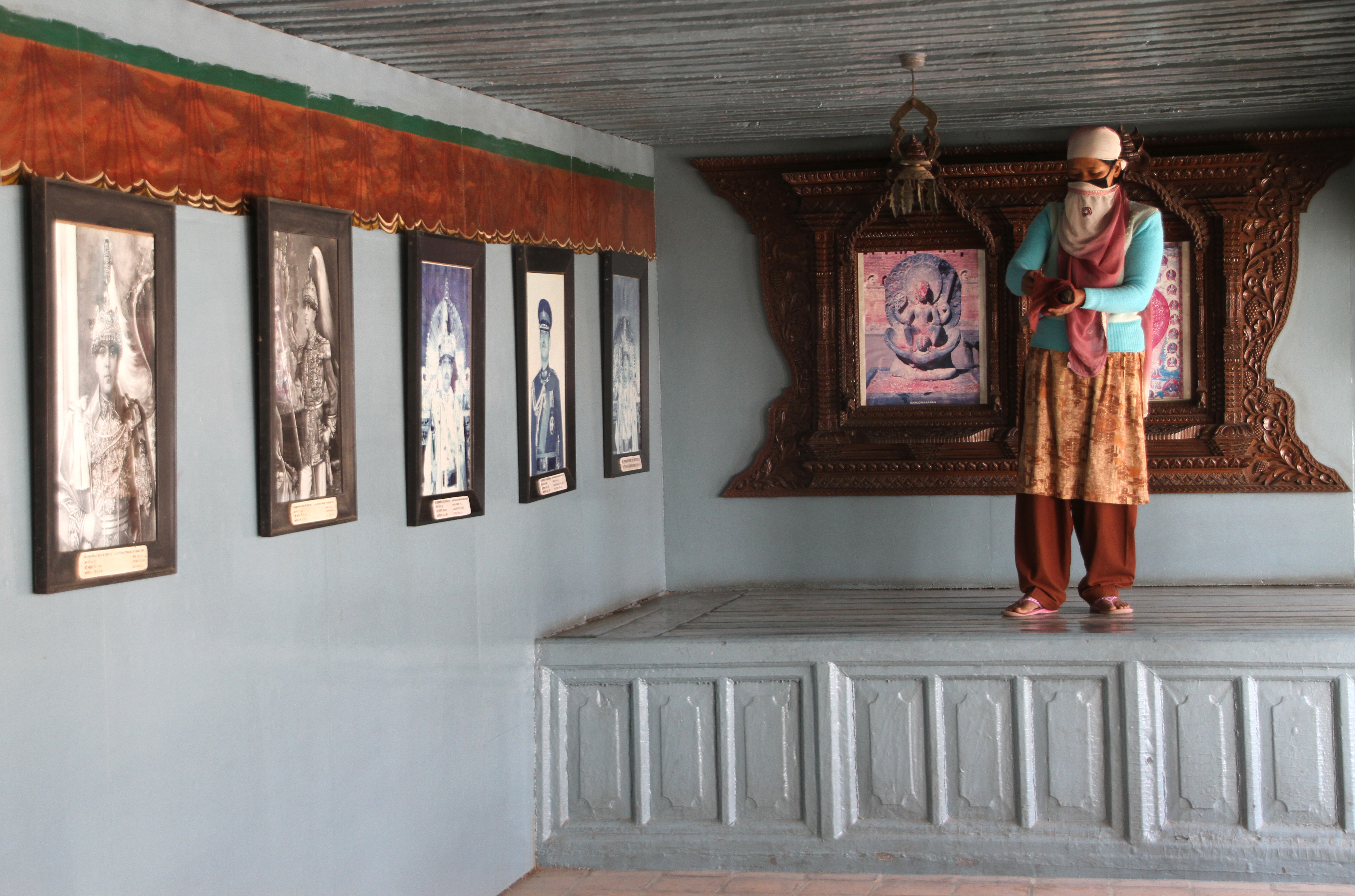
Galeria portretów władców Nepalu (2013)
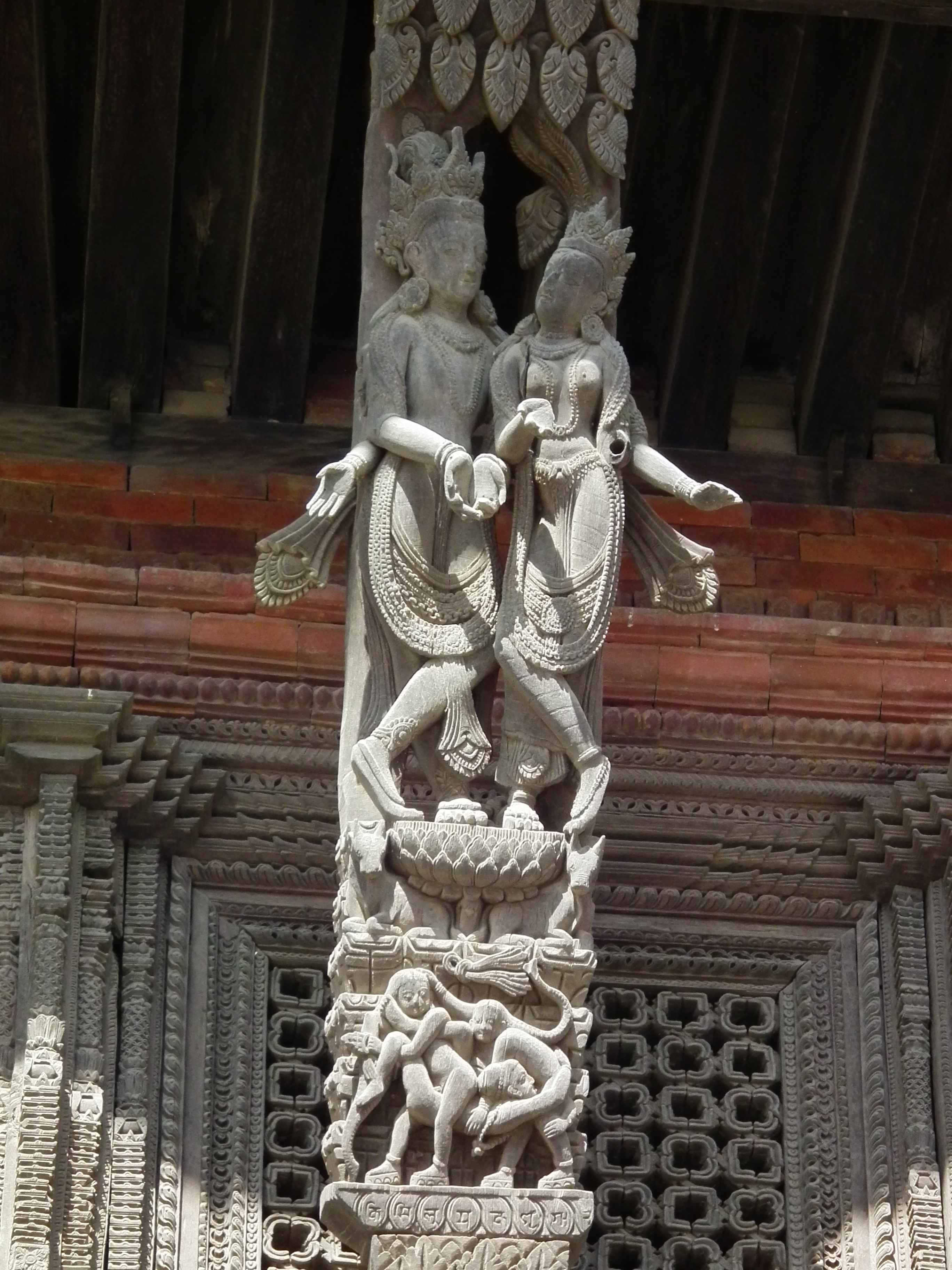
Drewniany rzeźbiony zastrzał (2012)